# Акадски емпидон
Акадски емпидон (Empidonax virescens) е вид птица от семейство Tyrannidae.

## Разпространение и местообитание
Разпространен е в Бахамските острови, Белиз, Венецуела, Гватемала, Еквадор, Канада, Колумбия, Коста Рика, Куба, Мексико, Никарагуа, Панама, Салвадор, САЩ, Търкс и Кайкос и Хондурас.